# Пункалайдун
Пункалайдун (фин. Punkalaidun) — община в провинции Пирканмаа, Финляндия. Общая площадь территории — 364,02 км², из которых 2,95 км² — вода.

## Демография
На 31 января 2011 года в общине Пункалайдун проживают 3275 человек: 1673 мужчины и 1602 женщины.
Финский язык является родным для 97,26% жителей, шведский — для 0,12%. Прочие языки являются родными для 2,62% жителей общины.
Возрастной состав населения:
- до 14 лет — 13,53%
- от 15 до 64 лет — 57,89%
- от 65 лет — 28,76%

Изменение численности населения по годам:
| Год  | Численность |
| ---- | ----------- |
| 1980 | 4606        |
| 1990 | 4138        |
| 2000 | 3743        |
| 2010 | 3281        |
| 2011 | 3275        |